# John Stoughton Newberry
John Stoughton Newberry (* 18. November 1826 in Waterville, Oneida County, New York; † 2. Januar 1887 in Detroit, Michigan) war ein US-amerikanischer Politiker. Zwischen 1879 und 1881 vertrat er den Bundesstaat Michigan im US-Repräsentantenhaus.

## Werdegang
Noch als Kind kam Newberry mit seinen Eltern nach Michigan, wo er die Romeo Academy besuchte. Danach studierte er bis 1847 an der University of Michigan in Ann Arbor. Die folgenden zwei Jahre arbeitete er als Ingenieur im Eisenbahnbau. Nach einem anschließenden Jurastudium wurde er im Jahr 1853 als Rechtsanwalt zugelassen. John Newberry veröffentlichte in der Folge den ersten Band mit Gerichtsentscheidungen über Fälle, die sich in den westlichen Gewässern zugetragen hatten. Anfang der 1860er Jahre wurde er auf dem Gebiet des Eisenbahnwaggonbaus tätig. Er wurde Teilhaber einer solchen Firma, aus der dann die Michigan Car Company in Detroit hervorging.
Zwischen 1862 und 1864 war Newberry während des Bürgerkrieges Hauptmann der Militärpolizei (Provost Marshal) im Bereich des Staates Michigan. Seit 1864 engagierte er sich in verschiedenen handwerklichen Unternehmen. Politisch war er Mitglied der Republikanischen Partei. Bei den Kongresswahlen des Jahres 1878 wurde er im ersten Wahlbezirk von Michigan in das US-Repräsentantenhaus in Washington, D.C. gewählt, wo er am 4. März 1879 die Nachfolge von Alpheus S. Williams antrat. Da er im Jahr 1880 auf eine erneute Kandidatur verzichtete, konnte er bis zum 3. März 1881 nur eine Legislaturperiode im Kongress absolvieren.
Nach seinem Ausscheiden aus dem US-Repräsentantenhaus hat Newberry kein weiteres öffentliches Amt mehr bekleidet; er starb am 2. Januar 1887 in Detroit. Er war zwei Mal verheiratet. Aus seiner zweiten Ehe mit Helen P. Handy stammte der Sohn Truman (1864–1945), der zwischen 1919 und 1922 den Staat Michigan im US-Senat vertrat und zuvor Marineminister der Vereinigten Staaten war.